# ドジョウ上科
ドジョウ上科（どじょうじょうか、Cobitoidea）は、コイ目に属すグループの一つ。俗にドジョウ類と呼ばれる。硬骨魚類の中では比較的原始的なグループ。またコイ目で最も種数が多く、全体の1/4、9科110属1050種以上からなるグループである。かつてはドジョウ科 （Cobitidae）としてまとめられていたが、近年、淡水魚類の分類学者モーリス・コテラットによって、ドジョウ上科（Cobitoidea）として括られる9科に整理されている
。

## 分布
ユーラシア大陸、アフリカ大陸のモロッコ、エチオピア 。

## 形態
概ね小型。ウェーバー器官を構成している。体形は蠕虫状（細長い）ないし紡錘形（両端の細くなる円柱状）である。大部分の種は真の鱗を持たない。第二前篩骨（だいにぜんしこつ）が骨質化し上顎と頭骨の間に配置される。このため、口は下側についている。口が下側についていることで、有している口髭を使うことができる。口髭は味覚と嗅覚を感じる細胞が集中しており、水底で効率よく餌を採取できる。1列の咽頭歯を持つ。

## 一生
産卵様式は、日本産種ではすべてばらまき型の産卵を行う。ドジョウ上科の卵の形態はいずれもよく似通っている。しかし、種によって卵径は大きく異なる。
富栄養だが干上がりやすく水温が安定しない一時水域に生息する種は、概ね卵を多く産み、卵径は小さい。また、2～3日以内にふ化する。ふ化した仔魚は長い外鰓をもつが、その理由は不明である。短命で1～2年ほどである。ただし、飼育個体は長く生きる。
貧栄養だが干上がりにくく水温が安定する河川や止水域に生息する種は、概ね卵を少なく産み、卵径は大きい。また、3～6日程度でふ化する。5～15年程度生きる。

## 分類
◆ドジョウ上科9科一覧◆

### アユモドキ科

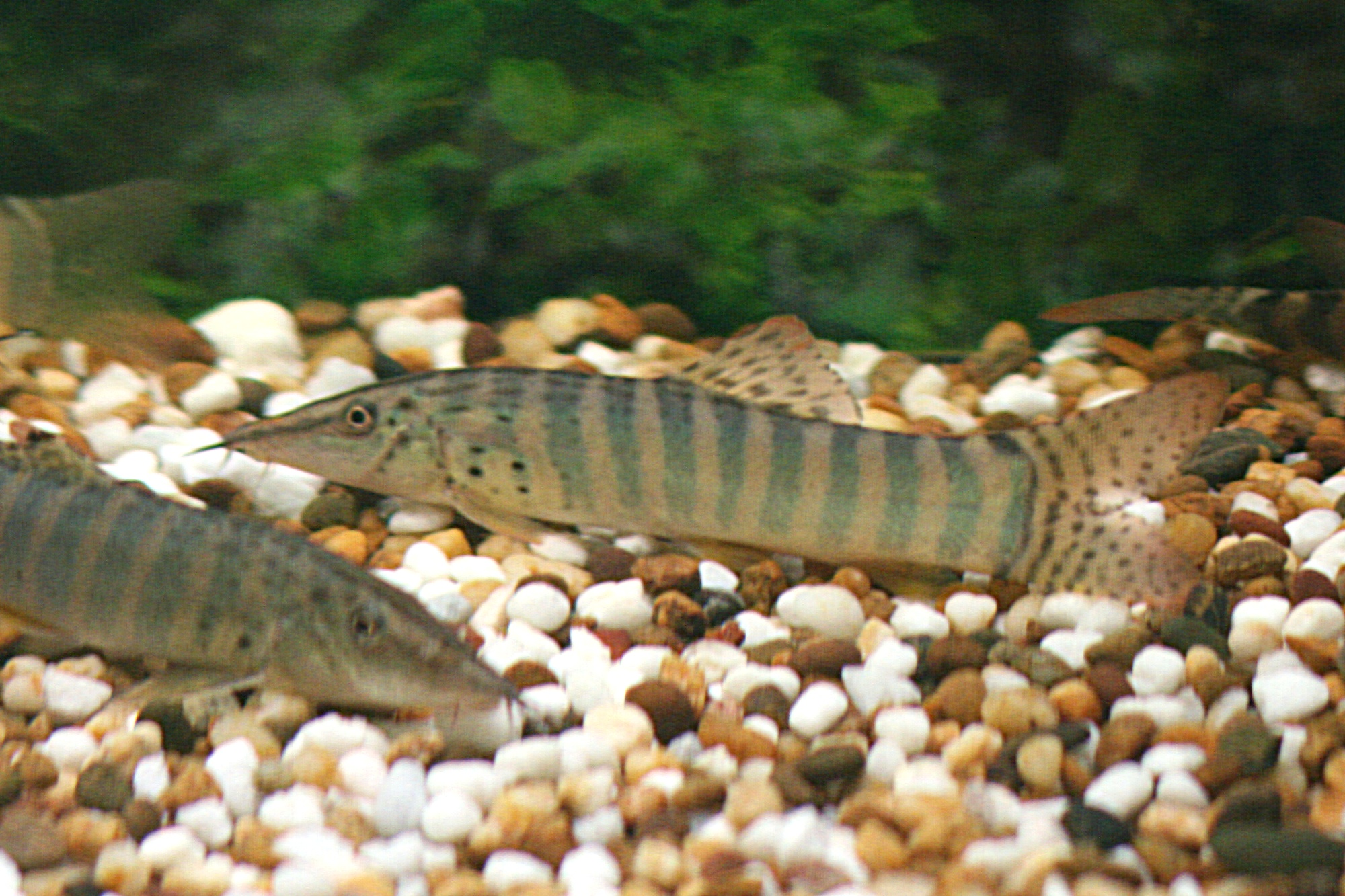
（アユモドキ科）

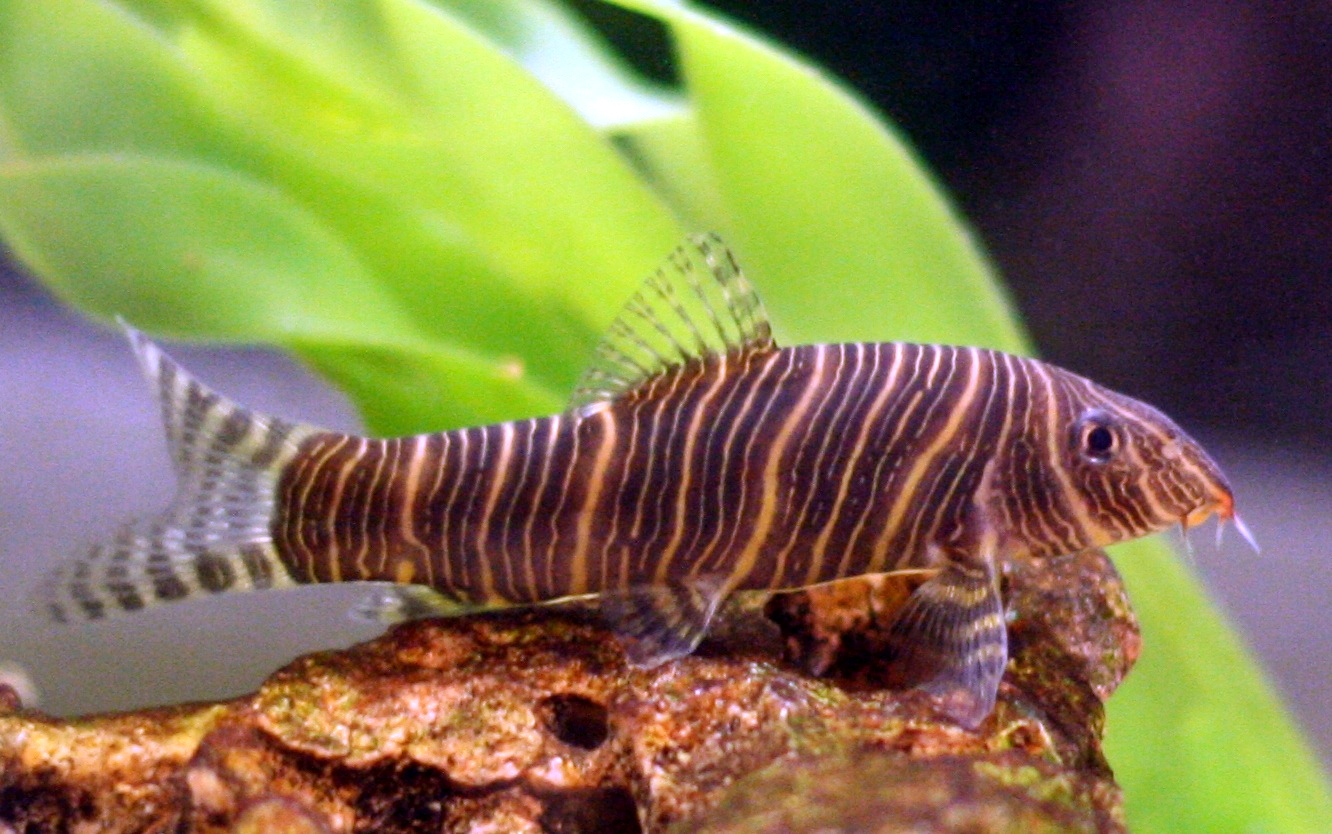
（アユモドキ科）

アユモドキ科 Botiinaeは8属60種類。口ひげが3対6本で、眼下棘を有する。体は側扁し、尾鰭は二叉する。アジアの温帯域から熱帯域に分布する。日本ではアユモドキ属で1種。
アユモドキ、クラウンローチ、ロイヤルローチ、パキスタンローチ、ドワーフボティア、スカンクボティア等
- アユモドキ科 Botiinae
  - アンバスタイア属 Ambastaia
  - ボティア属 Botia
  - クロモボティア属 Chromobotia
  - ハナアユモドキ属 Leptobotia
  - アユモドキ属 Parabotia
  - シナアユモドキ属 Sinibotia
  - ボテドジョウ属 Syncrossus
  - ヤスヒコタキア属 Yasuhikotakia

### ドジョウ科

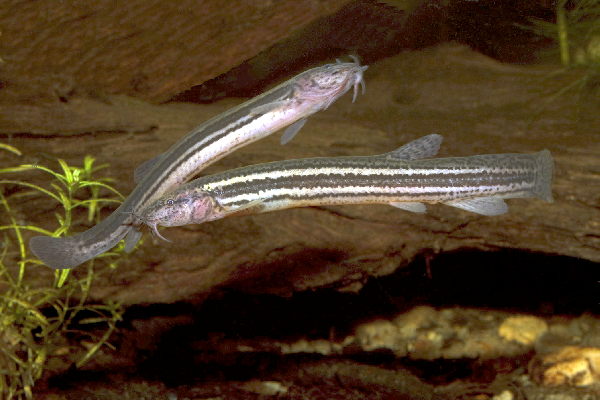
ヨーロッパドジョウ（ドジョウ科）

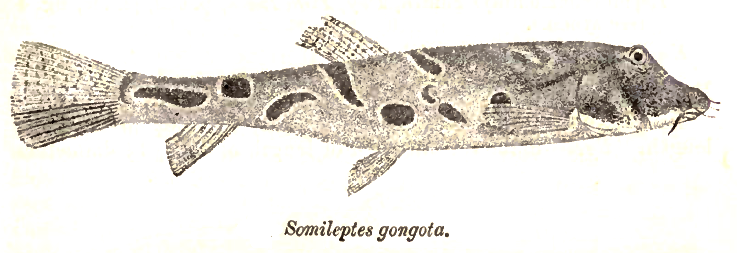
ゴンゴタローチ
（ドジョウ科）

ドジョウ科 Cobitidaeは、21属190種。口ひげは3～5対で、体は細長い。口は下向きで小さい。ユーラシア大陸、北アメリカ大陸の一部の淡水域に分布する。日本ではドジョウ属、シマドジョウ属、アジメドジョウ属で190種。このうち1種は外来種で8種は学名未決定。
ドジョウ、シマドジョウ、スジシマドジョウ、ヤマトシマドジョウ、イシドジョウ、アジメドジョウ、ヨコシマドジョウ、ハナジロドジョウ、クーリーローチ、ホースフェイスローチ、パンサーローチ、ゴンゴタローチ等
- ドジョウ科 Cobitidae
  - アカントプシス属 Acanthopsis
  - アカントプソイデス属 Acanthopsoides
  - シマドジョウ属 Cobitis
  - Canthophrys
  - Enobarbichthys
  - コウライシマドジョウ属 Iksookimia
  - ヨコジマドジョウ属 Kichulchoia
  - ハナジロドジョウ属 Koreocobitis
  - コッテラトリミア属 Kottelatlimia
  - レピドセファリクティス属 Lepidocephalichthys
  - レピドケファルス属 Lepidocephalus
  - ドジョウ属 Misgurnus
  - Neoeucirrhichthys
  - アジメドジョウ属 Niwaella
  - パンギオ属 Pangio
  - Paralepidocephalus
  - カラドジョウ属 Paramisgurnus
  - プロトコビティス属 Protocobitis
  - Sabanejewia
  - Serpenticobitis
  - Somileptes等

### フクドジョウ科

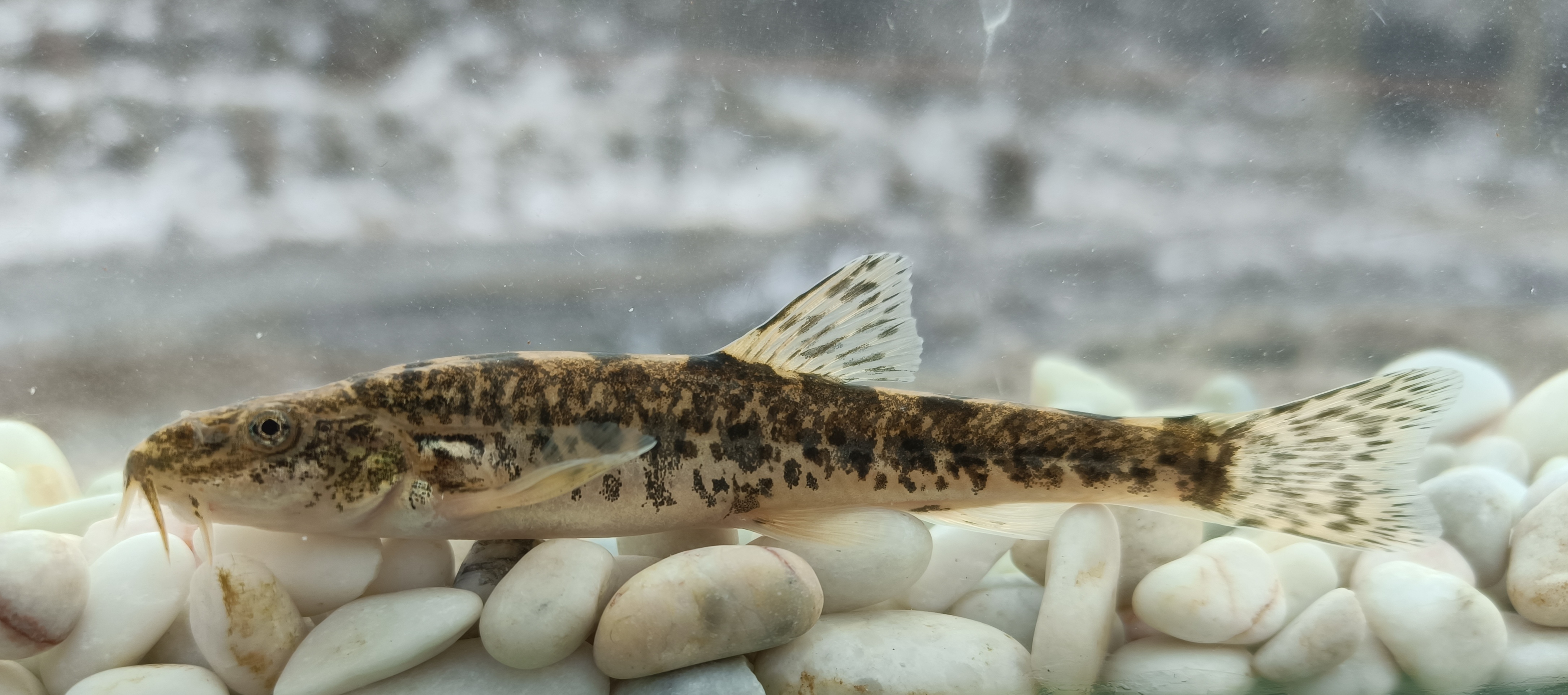
（フクドジョウ科）

フクドジョウ科 Noemacheilusは、46属630種。口ひげは3～4対で、やや縦扁する。腹鰭基部は背鰭基部よりも前方にある。ユーラシア大陸と北アフリカの一部淡水域に分布する。日本ではフクドジョウ属とホトケドジョウ属で6種。このうち1種が外来種で2種が学名未決定である。
フクドジョウ、ホトケドジョウ、ヒメドジョウ、エンペラーローチ、ゾディアックローチ、バンデットローチ、パンダローチ、スモモローチ、クリムゾンローチ、ギュンテリーローチ、ポルカドットローチ、リングローチ、ジッパーローチ、ピューマローチ、チャイナレインボーローチ、レッドテールスイミングローチ、フライングフェリス、ロージーローチ等
- フクドジョウ科 Noemacheilus
  - ホトケドジョウ属 Lefua
  - ネマケイルス属 Noemacheilus
  - フクドジョウ属 Barbatula等

### バイアンテラ科

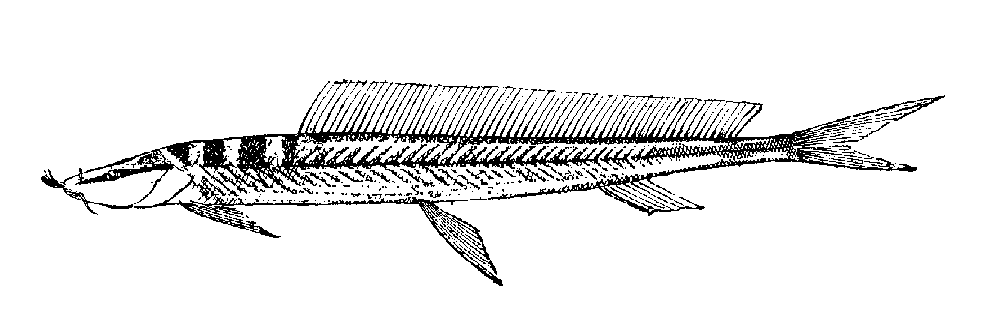
（バイアンテラ科）

バイアンテラ科Vaillantellaは、1属3種。東南アジアに分布する細長い体形のドジョウ。ユーエピプテラ等
- バイアンテラ科Vaillantella
  - バイアンテラ属Vaillantella

### エロポストマ科

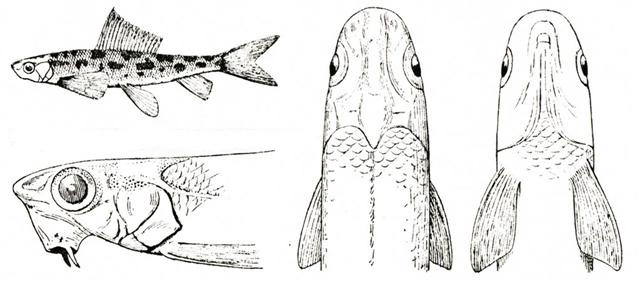
（エロポストマ科）

エロポストマ科 Ellopostomatidaeは、1属2種。東南アジアに分布する。ミスタックス等
- エロポストマ科 Ellopostomatidae
  - エロポストマ属 Ellopostomatidae

### タニノボリ科
タニノボリ科 Balitoridaeは、17属202種。平たい特異な体形をもち東アジアでみられる。
クラウンロケットフィッシュ、ミャンマーリザードフィッシュ、レオパードヒルストリームローチ、チャイナバタフライ等
- タニノボリ科 Balitoridae
  -  Homaloptera等

### ガストロミゾン科

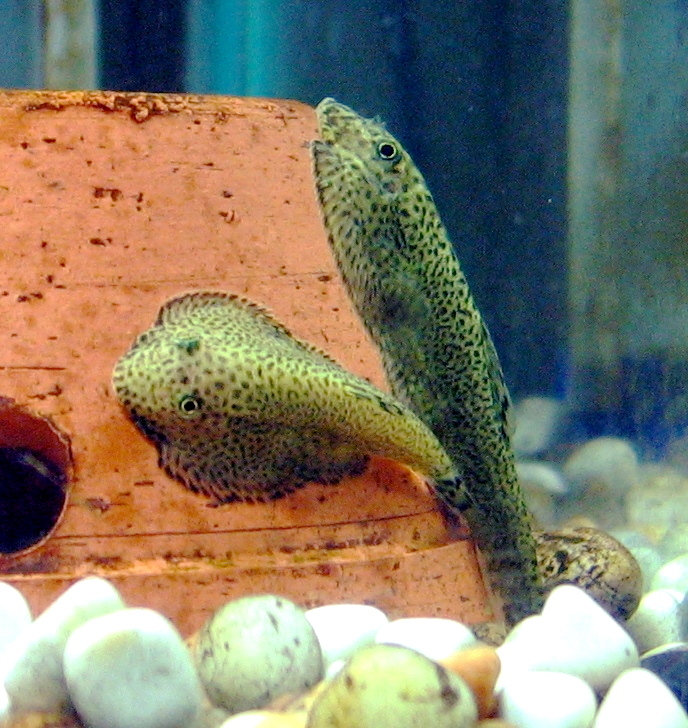
チャイナバタフライプレコ（タニノボリ科）

ガストロミゾン科 Gastromyzontidaeは18属137種。平たい体形をしており、腹には吸盤がある。
ホンコンプレコ、チャイナバタフライプレコ、ボルネオプレコ、ベトナムプレコ、パンダシャークローチ、ホンコンリザードフィッシュ等
- ガストロミゾン科 Gastromyzontidae
  - ガストロミゾン属 Gastromyzon等

### サルペンティコビティス科

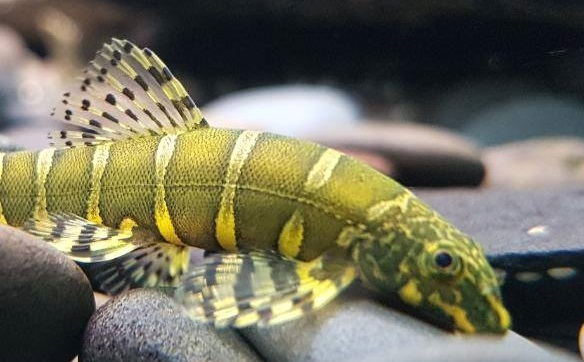
（サルペンティコビティス科）

サルペンティコビティス科 Serpenticobitisは1属3種。メコン川流域にのみ分布する。ラオスセカベックローチ等
- サルペンティコビティス科Serpenticobitis
  - サルペンティコビティス属Serpenticobitis

### バルブッカ科
バルブッカ科 Barbuccidaeは1属2種。東南アジアに分布する。バルブッカサッカーローチ等
- バルブッカ科Barbuccidae
  - バルブッカ属Barbuccidae

## 日本のドジョウ上科
日本では、ドジョウ上科の魚類は3科、6属、33の種・亜種が生息している。（うち2種が外来種）。

## 歴史
詳細な分子系統解析の結果、1.5億年前のジュラ紀後期に他のコイ目と分岐したと見積もられている。しかし、化石記録は中国やドイツから見つかっている約3000万～2000万年前のシマドジョウ属の一種の化石が最も古く、それ以前のドジョウはよくわかっていない。約1.5億年前はアフリカ大陸、北アメリカ大陸、ユーラシア大陸は陸続きであった考えられているが、アフリカ大陸や北アフリカ大陸にはごくわずかな種が生息しているのみである。ユーラシア大陸とこれらの大陸が分離したのはドジョウ上科が生まれたずっと後の約8000万～7000万年前である。このことから、ドジョウ上科は分離した２つの大陸から最も離れた東アジアで生まれ、大陸全体に広がる前に大陸が分離し、結果としてユーラシア大陸でのみ分布が拡大したと考えられている。これは、東アジアでは9科すべてが見られることとも一致する。そして１億年前ごろまでにドジョウ上科の代表的な５科が出現したとされる。

## 研究史
古代ギリシアの哲学者・博物学者であるアリストテレスは川底に潜る小魚を「コビティス」と呼んで記録・解説した。フランスの博物学者であるギョーム・ロンドレは、この「コビティス」がドジョウ類のいくつかの種類に該当することを示した。スェーデンの博物学者であるカール・フォン・リンネは、シマドジョウ属の属名として「 Cobitis 」を記載した。その後、今のドジョウ上科に該当する「ドジョウ科」が整備され、その後、モーリス・コテラット博士によってドジョウ上科に格上げされ、ドジョウ上科に含まれる科は9つに整理された。

## 利用
日本など、東アジア諸国では食用魚としてよく知られている。漁業資源として、近年では養殖業において重要である。釣り餌として使われる場合もある。
鮮やかな色彩を持つ種やアルビノ個体などは、しばしば鑑賞用に供される。ペットとして飼われる色彩豊かな熱帯性の種は主に南アジアや東南アジア産で、熱帯魚として飼育され、水槽の掃除屋（タンクメイト）とも見なされる。

### 日本で観賞用に利用される種
・ドジョウ科
- Acantopsis(アカントプシス)属

ホースフェイスローチ (Horseface loach, Acantopsis choirorhynchus. of Acantopsis dialuzona)
ロングノーズローチ
(ジャイアントホースフェイスローチ) (Longnose loach, Acantopsis octoactinotos)
ホースフェイスローチの一種
(Acantopsis sp)
- Acanthopsoides(アカントプソイデス)属

ドワーフホースフェイスローチ (dwarf horseface loach, Acanthopsoides molobrion)
- Canthophrys(カンソフィルス)属

ゴンゴタローチ (Gongota loach, Canthophrys gongota)
- シマドジョウ (Cobitis)属

オオシマドジョウ ( Cobitis sp. BIWAE type A)
ニシシマドジョウ (
Cobitis sp. BIWAE type B)
ヒガシシマドジョウ ( Cobitis sp. BIWAE type C)
チュウガタスジシマドジョウ ( Cobitis striata striata)
オンガスジシマドジョウ (Cobitis striata fuchigamii)
アリアケスジシマドジョウ(
Cobitis　kaibarai)
ヤマトシマドジョウ ( Cobitis matsubarae)
イシドジョウ  (Cobitis takatsuensis)
ヒナイシドジョウ
(Cobitis shikokuensis)
韓国シマドジョウ
( Cobitis nalbanti)
カラシマドジョウ ( Cobitis sinensis)
タイワンシマドジョウ (Cobitis sp.)
チャイナビッグスポッテッドローチ ( Cobitis rarus)
中国産シマドジョウ属の一種
(Cobitis macrostigma)
中国シマドジョウ (Cobitis sp)
中国産シマドジョウ属の一種 (Cobitis sp)
ベトナムドットラインローチ (Cobitis sp)
ベトナム産シマドジョウ属の一種 (Cobitis sp)
- Iksookimia(イクソオキミア)属

コウライシマドジョウ (Iksookimia koreensis)
キタシマドジョウ (Iksookimia pacifica)
- Kichulchoia(キクルコイア)属

ヨコジマドジョウ (Kichulchoia multifasciata)
- Koreocobitis(コレオコビティス)属

ハナジロドジョウ (Koreocobitis rotundicaudata)
- kottelatlimia(コッテラトリミア)属

ヒポリンチョスローチ
(コテラトリミア・ヒポリンコス)
(kottelatlimia hipporhynchos)
ボルネオサンドローチ
(コテラトリミア・プリステス)
(kottelatlimia pristes)
- Lepidocephalichthys(レピドセファリクティス)属

パンサーローチ 
(プラチナラインローチ)
(レピドセファリクティス・ギュンター)
(Lepidocephalichthys guntea)
パンサーローチ
(ロクタクローチ)
(Lepidocephalus irrorata)
カンボジアドワーフローチ
(タイランドドワーフローチ)                     
(  レピドセファリクティス・ハッセルティ)
(Lepidocephalichthys hasselti)
インドドワーフローチ
(レピドセファリクティス・ゴアイパレンシス)
(Lepidocephalichthys goalparensis)
インド テルマリスローチ
(レピドセファリクティス・テルマリス)
(Lepidocephalichthys thermalis)
ベトナム テルマリスローチ
(レピドセファリクティス・クラノス)
(Lepidocephalichthys kranos)
インド ピーコックローチ
(スポットテールローチ)
(レピドセファリクティス・メノニ)
(Lepidocephalichthys   menoni)
ナンプラーサンドローチ
(レピドセファリクティス・タエニアトゥス)
(Lepidocephalus taeniatus)
レピドセファリクティス・ベルドモレイ
(ミャンマースポットローチ)
(Lepidocephalichthys berdmorei)
ミャンマーパンサーローチ
(Lepidocephalichthys sp)
ピグミーパンサーローチ
(Lepidocephalichthys sp)
インディアンドワーフローチ
(Lepidocephalichthys sp)
カンボジアドワーフローチsp
(Lepidocephalichthys sp)
ラオス バイパーローチ
(Lepidocephalichthys sp)
インド スティングローチ
(Lepidocephalichthys sp)
インド マクラータローチ
(Lepidocephalichthys sp)
レッドテールローチ(レオパードローチ)
(Lepidocephalichthys sp)
インドシマドジョウ
(Lepidocephalichthys sp)
インドスリムラインローチ
(Lepidocephalichthys sp“SLIM LINE”)
- Lepidocephalus(レピドケファルス)属

ハイバックケーブローチ(ピンクローチ)(Lepidocephalus macrochir)
- ドジョウ(Misgurnus)属

ドジョウ (Weather loach, Misgurnus anguillicaudatus)
ヒドジョウ(ドジョウの黄変個体)
(Golden loach, Misgurnus anguillicaudatus)
カラドジョウ (Misgurnus dabryanus)
ヨーロッパドジョウ (European Weather loach, Misgurnis fossilis)
シュガースポットローチ (sugar spot loach, Misgurnus sp)
- アジメドジョウ(Niwaella)属

アジメドジョウ (Niwaella delicata)
チャイナスネークラインローチ 
(Niwaella nigrolinea)
中国シマドジョウ IV
(Niwaella brevipinna)
中国シマドジョウ V
(Niwaella qujiangensis)
中国シマドジョウ Ⅲ
(Niwaella fimbriata)
中国シマドジョウ VI
(Niwaella sp)
チャイニーズパンサーローチ
(Niwaella sp)
- Pangio(パンギオ)属

クーリーローチ (Kuhli loach, Pangio kuhlii)
クーリーローチの一種
(パンギオ・セミシンクタ)
(Pangio semicincta)
ジャイアントクーリーローチ
(パンギオ・ミエルシ)
(Pangio myersi)
パンギオ・マラヤナ
(Pangio malayana)
パンギオ・クネオビルガータ
(レモンイエロークーリーローチ)
(Pangio cuneovirgata)
パンギオ・ムラエニフォルミス
(Pangio muraeniformis)
パンギオ・シェルフォルディー
(サンダークーリーローチ)
(Pangio shelfordii)
サンダークーリーローチ(パンギオsp)
(Pangio sp. 'PAN03')
クーリーローチの一種
(パンギオ・オルタナンス)
(Pangio alternans)
クーリーローチ・エクレア
(pangio sp)
ブラッククーリーローチ
(パンギオ・オブロンガ)
(Pangio oblonga )
インドクーリーローチ
(ブラウンクーリーローチ)
(パンギオ・パンジア)
(Pangio pangia )
パンギオ・フィリナリス
(シナモンローチ)
(pangio filinaris )
パンダクーリーローチ
(Pangio sp. 'PAN04' )
ブラックドラゴンクーリーローチ
(Pangio sp)
バンデットクーリーローチ
(Pangio sp)
アルビノクーリーローチ
(クーリーローチのアルビノ個体)
(Pangio sp)
イレギュラークーリーローチ
(Pangio sp)
パンギオ・アンギラリス
(イールローチ)
(シルクローチ)
(Pangio anguillaris )
パンギオ・ドリアエ
(ゴールデンクーリーローチ)
(Pangio doriae )
ピンクイールローチ
(パンギオ・ビタイマク)
(Pangio bitaimac )
ヒサッシーローチ
(Pangio sp)
ネオンクーリーローチ
(Pangio sp)
・アユモドキ科
- Ambastaia(アンバスタイア属)

ドワーフボティア 
(アンバスタイア・シドチムンキ) (Ambastaia sidthimunki)
ジャイアントドワーフボティア
(アンバスタイア・ニグロリネアータ) (Ambastaia nigrolineata)
- Botia(ボティア)属

パキスタンローチ (Pakistani loach, Botia almorhae)
インドバーディーローチ
(Botia birdi)
ボティア・ダリオ
(ベンガルローチ)
(クイーンローチ)
(Botia dario)
ボティア・ヒストリオニカ
(ゴールドゼブラローチ) 
(Botia histrionica)
アンジェリカスボティア
(ボティア・クボタイ)
(Botia kubotai)
パキスタンローチ
(ボティア・ロハカタ)
(Botia lohachata )
ボティア・ロストラータ
(ツインバンデットローチ)
(Botia rostrata)
ボティア・ストリアータ
(ゼブラローチ)
(Botia striata )
ボティアの一種
(Botia udomritthiruji )
- Chromobotia(クロモボティア)属

クラウンローチ (Clown loach, Chromobotia macracanthus)
- Leptobotia(レプトボティア属)

ハナアユモドキ(ロイヤルローチ)(レプトボティア・エロンガータ) (Leptobotia elongata)
ロイヤルクラウンローチ(レプトボティア・ペレグリニ)
(Leptobotia pellegrini)
レプトボティア・タエニオプス
(Leptobotia taeniops)
レプトボティア・グイリネンシス
(Leptobotia guilinensis )
レプトボティア・タチャンギ
(Leptobotia tchangi)
チャイニーズブラインドボティア
(レプトボティア・ミクロフタルマ)
(Leptobotia microphthalma)
レプトボティア・チエンタイエンシス
(Leptobotia tientainensis)
レプトボティアの一種
(Leptobotia sp)
- Parabotia(パラボティア)属

マンシュウアユモドキ ( Parabotia fasciata)
(Parabotia banarescui)
パラボティア・キアンシエンシス
( Parabotia kiangsiensis)
- Sinibotia(シニボティア)属

シニボティア・ロブスタ ( Sinibotia robusta)
シニボティア・プルクラ
( sinibotia pulchra)
オダカアユモドキ
(シニボティア・スペルキリアリス)
( Sinibotia superciliaris)
シニボティア・レーヴェサエ
( Sinibotia reevesae)
シニボティアの一種
(Sinibotia sp)
- Syncrossus(シンクロッスス)属

カメレオンボティア
( Syncrossus beauforti)
ボティア・ベルドモレイ
(シンクロスス・ベルドモレイ)
(ロイヤルレオパードローチ)
( Syncrossus berdmorei )
ボティア・ヘロデス
(タイガーボティア)
(シンクロスス・ヘロデス)
( Syncrossus helodes )
ボテドジョウ
(グリーンタイガーボティア)
(シンクロスス・ヒメノフィサ)
( Syncrossus hymenophysa )
- Yasuhikotakia(ヤスヒコタキア)属

レオパードボティア
(ヤスヒコタキア・カウディプンクタータ)
( Yasuhikotakia caudipunctata)
サンローチ
(ヤスヒコタキア・エオス)
( Yasuhikotakia eos)
イエローフィンボティア
(ヤスヒコタキア・レコンティ)
( Yasuhikotakia lecontei)
レッドフィンボティア
(ブルーボーシャ)
(ヤスヒコタキア・モデスタ)
( Yasuhikotakia modesta)
スカンクボティア
(ヤスヒコタキア・モレティ)
( yashuhikotakia morleti )
ヤスヒコタキア・スプレンディダ
(ジャガーローチ)
( Yasuhikotakia splendida)